# Günther Graf von Hardenberg
Die Günther Graf von Hardenberg GmbH & Co. KG mit Sitz Singen (Hohentwiel) ist die Konzernmutter des Teilkonzerns Günther Graf von Hardenberg der Graf Hardenberg-Gruppe. An 17 Standorten vertreibt die Unternehmensgruppe Fahrzeuge verschiedener Hersteller. Sie zählt zu den größten Automobilhandelsgruppen in Deutschland und ist Teil des Stiftungskapitals der Günther Graf von Hardenberg-Stiftung.

## Geschichte
Nach dem Zweiten Weltkrieg gründete der Rennfahrer Günther Graf von Hardenberg in Donaueschingen das Autohaus „Donau“ und übernahm den Verkauf von Volkswagen in Süddeutschland. Durch die Beteiligung am 1926 gegründeten Autohaus Gramling Anfang der 1950er Jahre kamen in den darauffolgenden Jahren weitere Standorte im Raum Karlsruhe und in der Bodenseeregion hinzu. Zu dieser Zeit pflegte die Familie von Hardenberg sowohl private Kontakte zu Ferry Porsche, als auch zu seinem Unternehmen. Nach dem Tod von Günther Graf von Hardenberg am 19. Januar 1985 wurde das Unternehmen in eine Familienstiftung überführt und der mitarbeiterorientierte Führungsstil des Gründers im Stiftungszweck festgelegt.
1990 entstand in Offenburg die erste „Automeile“. In diesem Betrieb waren zum ersten Mal alle Marken des damaligen Volkswagenkonzerns an einem Standort vertreten. Durch strategische Fusionen, wie 1998 zum einen mit dem damals 50 Jahre alten Autohaus Eberhardt in Karlsruhe und zum anderen am Bodensee mit dem Autohaus Gohm, dessen Wurzeln bis in das Jahr 1906 zurückreichen, sowie Übernahmen ist die Graf Hardenberg-Gruppe stetig gewachsen.

## Unternehmensgruppe
Die Graf Hardenberg-Gruppe besteht neben dem Günther Graf von Hardenberg-Konzern mit Sitz in Singen aus dem Richard Gramling-Konzern mit Sitz in Ettlingen, vormals Karlsruhe. Dessen führende Gesellschaft ist die Richard Gramling GmbH & Co. KG. Die beiden rechtlich selbständigen Konzerne sind auf Gesellschafterebene miteinander verflochten.
Die Gruppe betreibt 30 Autohäuser an 17 Standorten in Baden-Württemberg und Rheinland-Pfalz, in denen Fahrzeuge der Marken der Marken Volkswagen, Audi, Škoda, Seat, Cupra, Porsche, Ford, Vespa und Harley-Davidson vertrieben werden. Darüber hinaus bietet die Graf Hardenberg-Gruppe Serviceleistungen und Teile. Die Unternehmensgruppe befindet sich zu 69,6 % in Besitz der Günther Graf von Hardenberg-Stiftung und war 2017 mit 25.000 verkauften Fahrzeugen der 19. größte deutsche Fahrzeughändler.
Die Autohäuser der Gruppe befinden sich im Wesentlichen in der Bodenseeregion sowie in Mittel- und Nordbaden.

## Firmengründer
Günter Graf von Hardenberg (* 14. Februar 1918 in Schwedt an der Oder; † 19. Januar 1985 in Baden-Baden) heiratete Maria Josepha Prinzessin zu Fürstenberg (1922–2008), eine Tochter des Prinzen Maximilian Egon zu Fürstenberg. Er gründete neben seinen Autohäusern 1955 auch die Motorflug Baden-Baden GmbH. Er war Mitglied in der Deutschen Gesellschaft für Luft- und Raumfahrt, erster Vorsitzender der AGL sowie Präsident des Deutschen Aero Clubs.